# Rissjön (Vilhelmina socken, Lappland, 723229-148547)
Rissjön är en sjö i Vilhelmina kommun i Lappland och ingår i Ångermanälvens huvudavrinningsområde. Sjön har en area på 4,15 kvadratkilometer och ligger 740 meter över havet. Rissjön ligger i Marsfjället Natura 2000-område. Sjön avvattnas av vattendraget Rissjöbäcken.

## Delavrinningsområde
Rissjön ingår i det delavrinningsområde (723246-148349) som SMHI kallar för Utloppet av Rissjön. Medelhöjden är 855 meter över havet och ytan är 18,23 kvadratkilometer. Räknas de 6 avrinningsområdena uppströms in blir den ackumulerade arean 46,19 kvadratkilometer. Rissjöbäcken som avvattnar avrinningsområdet har biflödesordning 3, vilket innebär att vattnet flödar genom totalt 3 vattendrag innan det når havet efter 420 kilometer. Avrinningsområdet består mestadels av skog (19 procent) och kalfjäll (58 procent). Avrinningsområdet har 4,15 kvadratkilometer vattenytor vilket ger det en sjöprocent på 22,7 procent.